# Phuthadikobo Museum

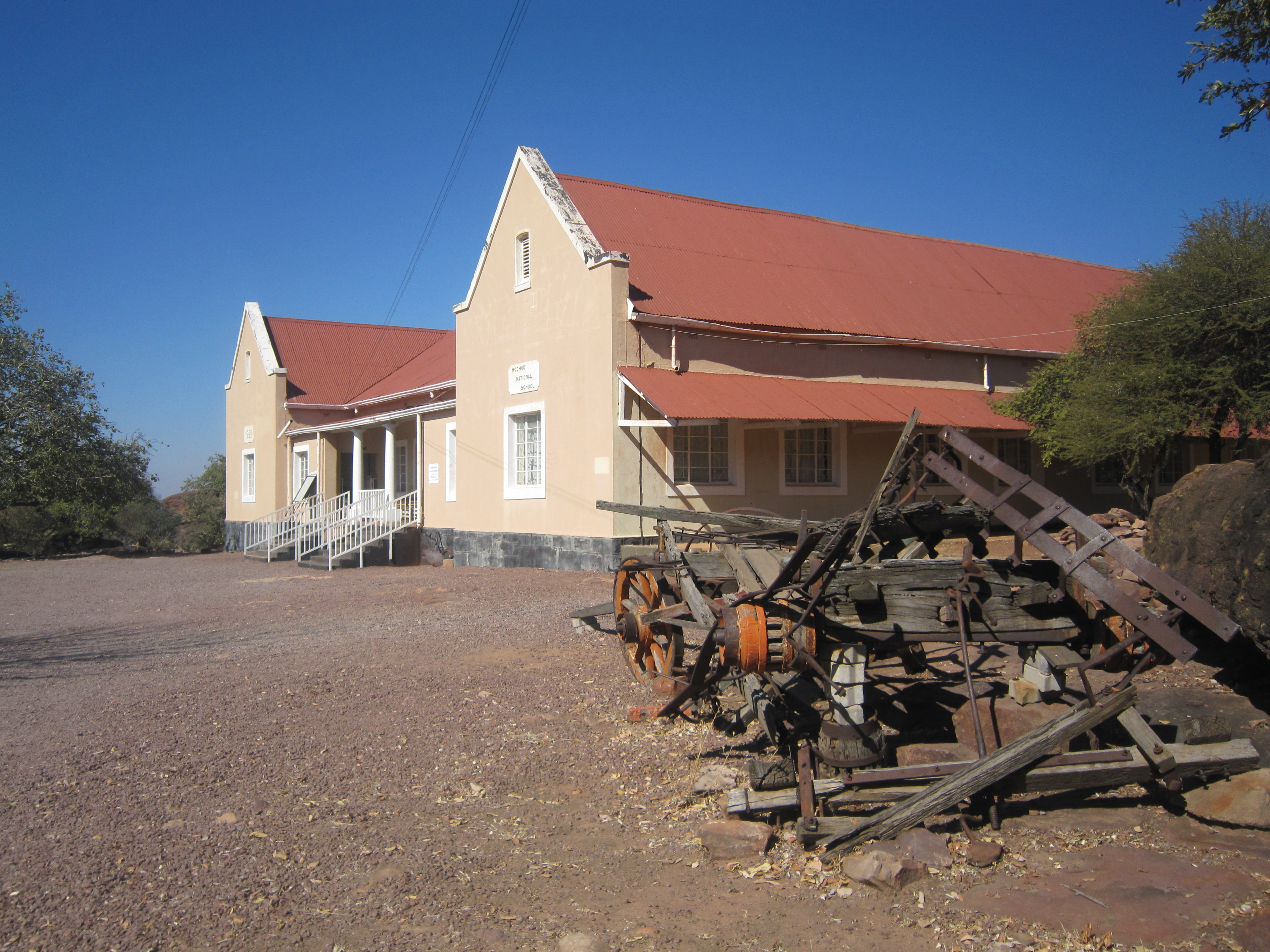
Le musée Phuthadikobo Museum

Le Phuthadikobo Museum est un musée du Botswana, situé à une trentaine de kilomètres au nord-est de la capitale Gaborone, dans la localité de Mochudi. Il est construit sur une colline, Phuthadikobo Hill (près du kgotla, une sorte d'agora traditionnelle), qui offre une vue générale sur la plaine.

## Histoire
Le musée est logé dans un bâtiment historique de style « Cape-Dutch » qui fut construit en 1920 pour servir d'école nationale aux enfants du peuple Kgatla, arrivé dans la région vers 1870, sous la pression des colons Boers. L'établissement se nommait alors « Sekolo Sa Phuthadikobo ». En 1976 il fut transformé en musée.

## Collections
Le musée est principalement consacré à l'histoire des Bakgatla.